# 670.
670. je osmo desetletje v 7. stoletju med letoma 670 in 679. 